# Minerva McGonagall
Pour les articles homonymes, voir McGonagall.
Minerva McGonagall est un personnage fictif créé par la romancière britannique J. K. Rowling. Elle apparaît principalement dans la série romanesque Harry Potter et dans ses adaptations cinématographiques, ainsi que dans la série de films Les Animaux fantastiques.
McGonagall grandit dans les Highlands, en Écosse. Elle se distingue rapidement en montrant des prédispositions pour la métamorphose, au point de parvenir dès son jeune âge à se transformer à volonté en animal. D'abord l'élève d'Albus Dumbledore à Poudlard, elle devient par la suite sa collègue, son amie dévouée et son bras droit. Sa faculté d'Animagus lui permet dans un premier temps d'espionner les mangemorts pour le ministère de la Magie, avant de se consacrer à temps complet à l'enseignement et à la gestion de Poudlard, aux côtés de Dumbledore. 
Au moment où Harry Potter effectue sa première rentrée, McGonagall est professeur de métamorphose, directrice adjointe de l'école et directrice de la maison Gryffondor, à laquelle Potter et ses amis appartiennent. Elle fait également partie de l'ordre du Phénix, fondé par le directeur dans l'objectif de contrer Voldemort et ses partisans.
McGonagall est particulièrement stricte, mais juste. Elle est l'un des professeurs les plus stimulants et respectés, et l'un des plus solides soutiens du héros à Poudlard, faisant figure d'intelligence, d'autorité morale et de combativité. Certaines analyses lui ont attribué le rôle de mère de substitution, malgré le fait qu'elle demeure distante, pudique et austère envers l'ensemble des protagonistes. Par ailleurs, le rapprochement entre le personnage et la déesse romaine Minerve, dont il est inspiré, est suggéré tout au long de la série.
Au cinéma, Minerva McGonagall est incarnée par Maggie Smith dans les adaptations de Harry Potter, et par Fiona Glascott dans Les Animaux fantastiques.

## Caractéristiques

### Description

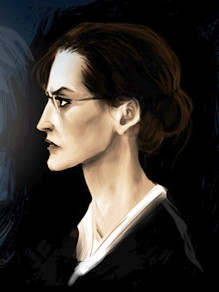
Représentation possible du profil de Minerva McGonagall.

Minerva McGonagall est une femme de haute taille, aux traits pincés et au visage sévère « des gens qu'il vaut mieux éviter de contrarier ». Ses cheveux noirs sont rassemblés en un chignon serré. Elle porte régulièrement des lunettes carrées ainsi que des vêtements vert émeraude, ou des tartans écossais, . Dans les films Harry Potter, McGonagall apparaît très régulièrement avec un chapeau pointu.
Remarquable duelliste, particulièrement douée en métamorphose, elle fait partie des rares Animagi connus, ayant pour sa part la capacité de se transformer à volonté en chat tigré. Sous cette forme, elle présente des marques autour des yeux similaires à ses lunettes.
McGonagall a une attitude rigide, aussi bien dans ses principes que dans sa posture physique, son maintien est très raide, ce qui permet d'ailleurs à Albus Dumbledore de la reconnaître aisément même sous sa forme animale. De nature très sévère mais juste, elle s'exprime généralement de manière assez brusque et directe, tout en étant capable de clémence et de sensibilité dans certaines situations,,,. Elle sourit rarement. 
C'est une « chapeaufloue » : le Choixpeau magique a mis davantage de temps que pour la plupart des personnes à décider dans quelle maison de Poudlard elle serait envoyée (entre Gryffondor et Serdaigle). 
Le professeur McGonagall aime beaucoup le quidditch et souhaite très vivement que l'équipe de sa maison gagne la coupe chaque année. Elle s'investit par ailleurs dans son rôle de responsable de Gryffondor sans pour autant avantager les élèves de sa propre maison (elle n'hésite pas à leur retirer des points si leur mauvais comportement le justifie).

### Nom et étymologie

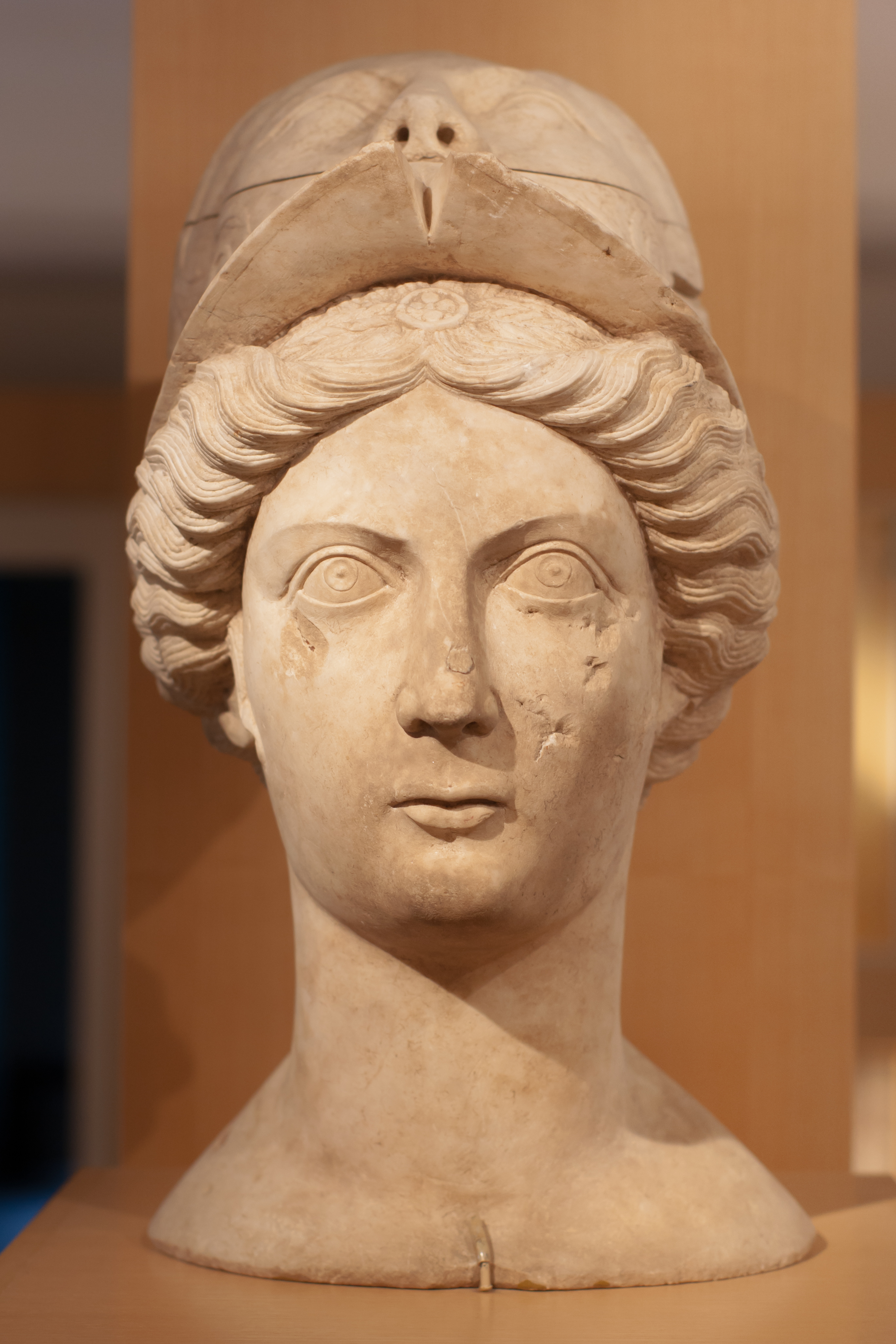
Buste de la déesse Minerve au musée romain d'Avenches.

Le prénom « Minerva » est issu de Minerve (Minerva en latin et en anglais), la déesse romaine des guerriers et de la sagesse,. « Minerva » est également un dérivé du mot latin mens, ou mentis au génitif, qui peut signifier « la raison », « l'intelligence » ou « l'esprit ». 
Veronica N. Sanchez s'est penchée sur les allusions à la littérature classique grecque et romaine dans les romans de J. K. Rowling, notant que celle-ci avait délibérément choisi de nommer son personnage « Minerva » plutôt que « Athéna » (son nom grec). Selon Sanchez, l'une des différences les plus significatives entre ces deux déesses, outre leur nationalité, est que Minerve serait davantage considérée comme une déesse de la guerre par rapport à Athéna. Même si les deux femmes sont des guerrières et des stratèges importants dans la bataille et dans la façon de gérer les conflits, la guerre est beaucoup plus ancrée dans la culture romaine, et les connotations demeurent différentes. Rowling aurait donc choisi le nom de celle ayant la connotation guerrière la plus marquée, également considérée comme la « protectrice des écoliers », ce qui préfigure le statut de McGonagall dans les derniers tomes de la série. Sanchez note également que la déesse Minerva correspond à la position de chef de la maison Gryffondor, lorsque Athéna semble posséder davantage les qualités de la maison Serdaigle. J. K. Rowling souligne cependant la difficulté qu'aurait rencontré le Choixpeau magique pour répartir McGonagall entre ces deux maisons.
Pour le nom de famille du personnage, J. K. Rowling trouvait qu'il y avait quelque chose « d’irrésistiblement drôle » dans le nom de « McGonagall », et aimait l'idée qu'une femme brillante puisse être une parente éloignée de William McGonagall, considéré comme le plus mauvais poète de l'histoire britannique.

## Histoire
Note : les sections « Jeunesse » et « Carrière avant Harry Potter » prennent en considération les informations ajoutées par J. K. Rowling en 2015 sur le site Pottermore. Ces informations n'apparaissent pas forcément dans les romans d'origine. Elles ont été traduites en français et publiées en 2016 dans le recueil Nouvelles de Poudlard : Héroïsme, Tribulations et Passe-temps dangereux, au chapitre « Minerva McGonagall ».

### Jeunesse
Née en Écosse un 4 octobre dans les années 1930, McGonagall grandit dans les Highlands au début du XXe siècle. Elle est la seule fille et l'aînée des trois enfants du Moldu Robert McGonagall, un homme d'église, et de la sorcière Isobel Ross, ancienne élève de Poudlard. Isobel, qui a elle-même caché sa nature de sorcière à son époux, tente de dissimuler également la nature de sa fille, qui manifeste dès ses premiers jours des signes de pouvoirs magiques. Robert McGonagall apprend tardivement la vérité et redoute la réaction des villageois (probablement hostiles à l'idée que l’épouse de leur pasteur soit une sorcière). Les McGonagall ont par la suite deux autres enfants sorciers, Malcolm et Robert Junior. Minerva hérite du talent de sa mère en matière de magie, et du « sens moral inflexible » de son père moldu. Elle se sent plus proche du tempérament de ce dernier et reste très complice avec lui.

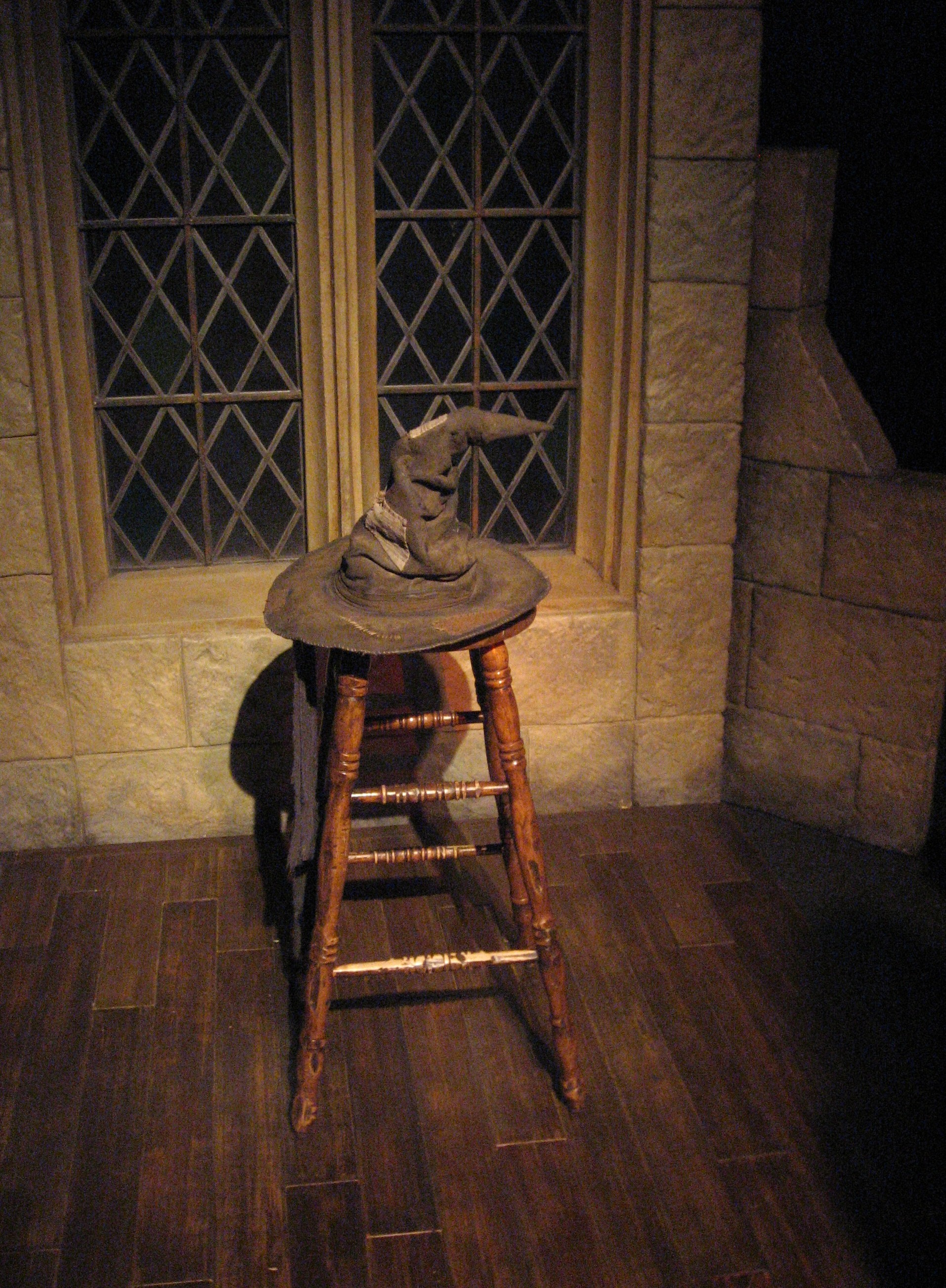
Pour McGonagall, le Choixpeau hésite longtemps entre les maisons Gryffondor et Serdaigle.

Lors de son entrée à Poudlard, la jeune McGonagall est remarquée dès la cérémonie de la répartition, en faisant hésiter plus longtemps que d'ordinaire le Choixpeau magique entre deux maisons d'attribution (Gryffondor et Serdaigle). Après six minutes de réflexion — faisant d'elle une « chapeaufloue » —, le Choixpeau décide finalement de l'envoyer à Gryffondor. Elle devient rapidement l'élève la plus talentueuse de l'année, montrant des aptitudes exceptionnelles pour la métamorphose. Sous la tutelle du professeur Albus Dumbledore, elle acquiert la faculté de se transformer en chat, devenant l'un des rares Animagi (sept seulement sont répertoriés au XXe siècle par le ministère de la Magie britannique). 
McGonagall est élue préfète-en-chef lors de sa dernière année d'études. C'est une joueuse talentueuse dans l'équipe de quidditch de Gryffondor, mais fait une mauvaise chute au cours de cette même année, qui se solde par des blessures importantes, et notamment par un traumatisme crânien. Par la suite, elle cesse de jouer au quidditch mais conserve un fort esprit de compétition et s'investit pour l'équipe de Gryffondor, en ayant des facilités pour détecter les potentiels chez d'autres élèves. Elle termine ses études en obtenant les meilleurs résultats à ses examens.

### Carrière

#### AvantHarry Potter
Un poste au Département de la justice magique lui est rapidement proposé après ses études. À 18 ans, elle part donc pour Londres après un dernier été passé chez ses parents, et tombe amoureuse de Dougal McGregor, un jeune fermier moldu, avec lequel elle partage le même sens de l'humour, mais à qui elle ne peut se résoudre à avouer ses aptitudes en matière de magie. Elle refuse de l'épouser pour ne pas violer le Code international du Secret magique et perdre dans la continuité son emploi au ministère, mais ne peut lui donner plus d'explications, ce qui anéantit McGregor. McGonagall reste très amoureuse de lui mais décide de ne plus le revoir.
Sa carrière ministérielle n'est pas épanouissante. McGonagall, bien que très efficace, a le mal du pays et déplore les préjugés anti-moldu ancrés dans la société et dans la mentalité de la plupart de ses collègues de bureau. Deux années plus tard, une promotion lui est offerte, mais elle la refuse. Elle envoie un courrier à Poudlard en demandant si un poste d'enseignant est disponible. Une réponse positive lui est envoyée rapidement, dans laquelle on lui propose de devenir professeur de métamorphose, sous l'autorité d'Albus Dumbledore, directeur du département. L'école accueille le retour de McGonagall avec joie.
Très investie dans son nouveau travail, McGonagall devient un professeur strict sur la discipline, mais particulièrement stimulant. Elle s'effondre néanmoins, lorsque sa mère lui envoie un courrier pour lui annoncer le récent mariage de Dougal McGregor. Dumbledore vient la trouver et la réconforte. En contrepartie des confidences de McGonagall, qui se montre d'ordinaire très réservée et pudique, Dumbledore lui confie à son tour une partie de son histoire, qu'il n'a encore révélée qu'à très peu d'autres. Ces confidences respectives établissent les bases de la grande amitié et de la confiance mutuelle entre McGonagall et Dumbledore.

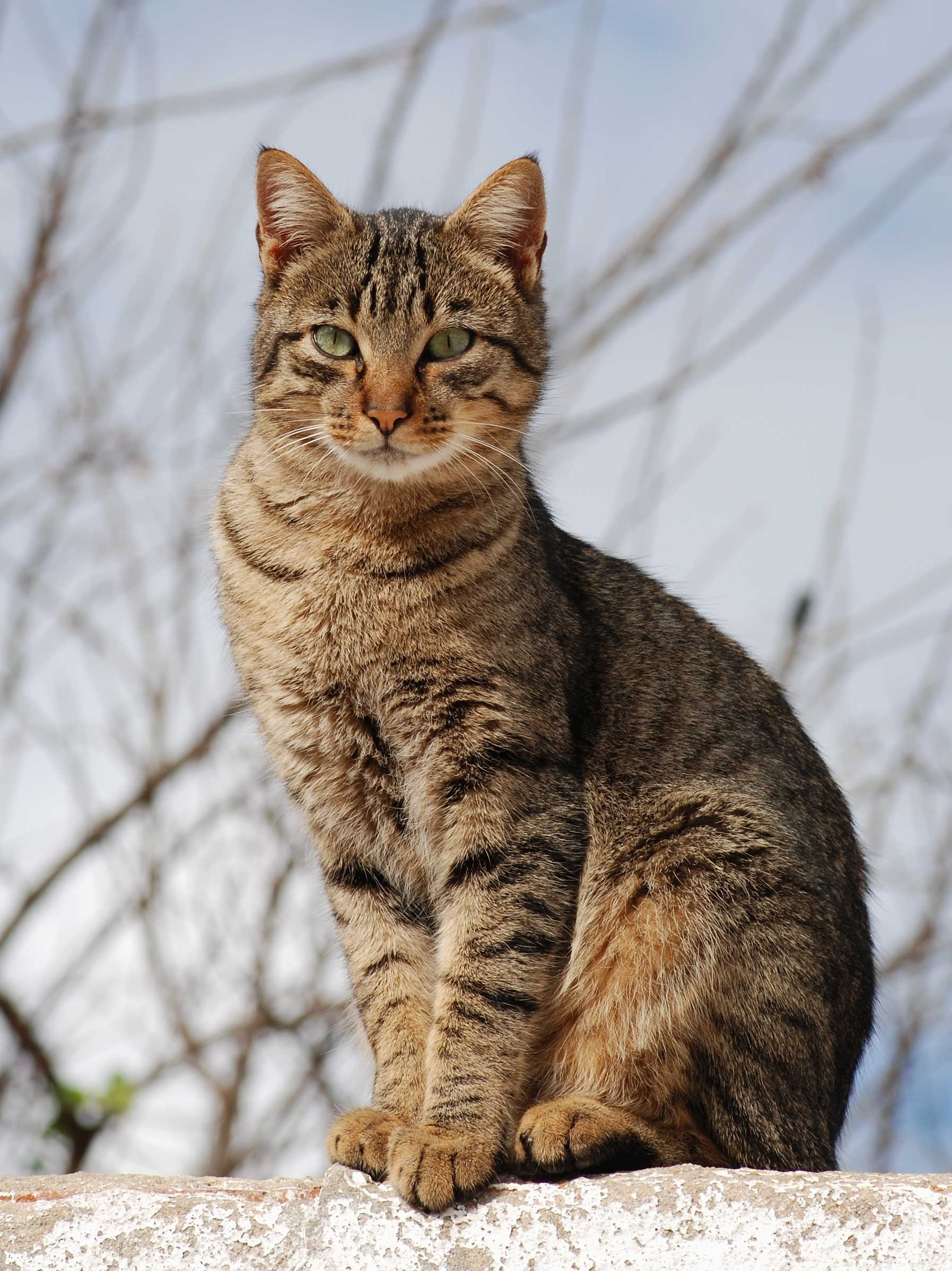
Dans les années 1970, McGonagall espionne les partisans de Voldemort sous sa forme animagus pour le compte du ministère de la Magie.

Lorsque Voldemort prend le pouvoir dans les années 1970, Dumbledore incarne la résistance en fondant l'ordre du Phénix. Néanmoins, McGonagall ne rejoint pas immédiatement l'Ordre, qui est mal perçu par le ministère (celui-ci redoute le charisme et le talent de son fondateur). Durant cette période, et entre ses heures de cours, McGonagall espionne les partisans de Voldemort pour le compte du ministère, sous sa forme animagus. Au cours de cette guerre, plusieurs personnes qui lui sont chères sont tuées : son frère Robert, Dougal McGregor et sa famille (lors d'une attaque antimoldue menée par des mangemorts), ainsi que deux de ses anciens élèves qu'elle appréciait beaucoup, James Potter et Lily Evans. 
Un soir d'automne en 1981, sous sa forme animagus, McGonagall observe la famille moldue à laquelle le petit Harry Potter, dorénavant orphelin, sera confié. Elle est rejointe par Dumbledore, qui la reconnaît immédiatement et s'amuse de sa présence sur les lieux. Ils sont rejoints ensuite par Rubeus Hagrid, qui apporte le bébé. McGonagall émet des doutes sur la famille adoptive, mais Dumbledore lui assure qu'il s'agit du meilleur endroit pour que Harry Potter grandisse à l'écart de sa célébrité.
Entre-temps, McGonagall accepte la demande en mariage d'Elphinstone Urquart, son ancien chef de service au ministère, avec qui elle est restée en très bons termes. Elle vit avec lui pendant trois années, dans une petite maison de Pré-au-Lard, mais son mari meurt rapidement, après avoir été mordu par une tentacula vénéneuse. McGonagall regagne le château et s'installe définitivement dans la petite chambre jouxtant son bureau du premier étage.

#### DansHarry Potter
Dans Harry Potter à l'école des sorciers, McGonagall est directrice de la maison Gryffondor et directrice adjointe de Poudlard. Elle est chargée d'accueillir les nouveaux élèves et de mener la cérémonie de la répartition en positionnant le Choixpeau sur la tête de chaque élève de première année pour qu'il soit réparti justement. 
Elle éprouve une affection particulière pour Harry Potter et remarque avec fierté son aisance pour saisir les objets en volant sur un balai. Elle le fait engager comme attrapeur de l’équipe de quidditch de Gryffondor dès sa première année à Poudlard, s'arrangeant pour qu'il obtienne un Nimbus 2000, de bien meilleure qualité que les balais de l'école. En dehors de cette exception, McGonagall ne le favorise pas et, pour sa sécurité, ne l'épargne pas non plus en matière de punitions lorsque lui et ses amis enfreignent les règles.
L'année suivante, dans Harry Potter et la Chambre des secrets, McGonagall remplace provisoirement Dumbledore qui, jugé inapte par le conseil d'administration face aux multiples agressions dont les élèves sont victimes, est relevé de ses fonctions. Elle envisage de fermer l'école lorsqu'une élève est emmenée dans la Chambre des secrets, mais Harry Potter parvient à vaincre le basilic qui s'y trouve et à mettre ainsi fin aux agressions. 
Dans le film, c'est elle qui raconte l'histoire de la Chambre des secrets à la place du professeur Binns (qui n'apparaît dans aucun des films). 
Dans Harry Potter et le Prisonnier d'Azkaban, McGonagall obtient l'autorisation du ministère pour confier un retourneur de temps à Hermione Granger, qu'elle considère comme une élève exemplaire, afin que la jeune fille puisse suivre davantage de cours que les autres élèves.

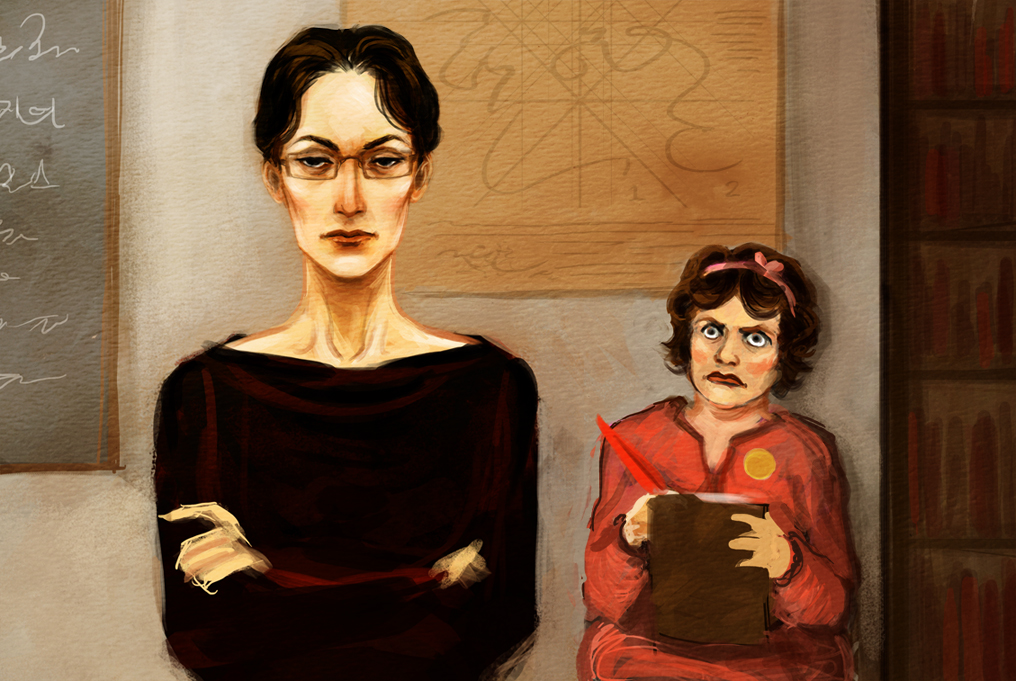
Représentation de McGonagall inspectée par Dolores Ombrage dans Harry Potter et l'Ordre du Phénix.

Dans Harry Potter et la Coupe de feu, très touchée par la mort du jeune Cedric Diggory, McGonagall est l'une des premières personnes à croire Harry Potter et à comprendre que Voldemort a recouvré sa puissance. Elle cesse d'espionner pour le compte du ministère à partir de 1995 (au début de la seconde guerre des sorciers), convaincue que le ministère est corrompu et souhaite discréditer Dumbledore. En parallèle, elle veille à ce que l'enseignement des autres professeurs demeure conforme à l'esprit de Poudlard et s'oppose parfois aux décisions de certains d'entre eux, tout en demeurant dans un premier temps sur ses gardes. Ainsi, dans Harry Potter et l'Ordre du Phénix, elle conseille à plusieurs reprises à Harry de faire profil bas pour ne pas contrarier le professeur Ombrage, engagée par le ministre pour imposer sa volonté,. Toutefois, à la suite de la nomination d'Ombrage au poste de Grande Inquisitrice, puis au fur et à mesure de la publication de nombreux décrets d'éducation, elle finit par entrer elle-même en conflit avec ce professeur, contestant ses méthodes et son attitude envers les élèves, qui se réjouissent de leur côté de voir McGonagall s'imposer. Elle encourage vigoureusement Harry Potter dans son ambition de devenir Auror, malgré les moqueries d'Ombrage, et promet au garçon de l'aider dans son projet « même si c'est la dernière chose [qu'elle doit] faire dans [s]a vie ». Elle soutient également le professeur Trelawney et Hagrid, devenus à leur tour les cibles d'Ombrage. C'est en prenant la défense de ce dernier qu'elle est attaquée physiquement et se voit contrainte de séjourner quelque temps à l'hôpital Ste Mangouste,. Lorsque Dumbledore est sur le point d'être arrêté par le ministre de la Magie et les Aurors, McGonagall souhaite lui prêter main-forte. Le directeur lui interdit néanmoins de combattre et de se compromettre, convaincu que la présence de McGonagall au sein de l'école demeure indispensable.
En 1997, à la fin de Harry Potter et le Prince de sang-mêlé, elle combat les mangemorts qui attaquent l'école et devient membre à part entière de l'ordre du Phénix après la mort d'Albus Dumbledore, fière d'appartenir à l'organisation considérée plus que jamais « hors-la-loi ». Elle assure temporairement la direction de l'école, avant la nomination de Severus Rogue (qu'elle considère comme un traître) et décide de rester à Poudlard pour protéger au mieux les élèves. Dans Harry Potter et les Reliques de la Mort, lorsque Harry Potter revient à l'école pour terminer sa mission, McGonagall engage un duel contre Rogue pour faire gagner du temps à son ancien élève, dissimulé sous sa cape d'invisibilité. Après la fuite de Rogue, elle organise la défense de l'école, ce qui n'empêche pas les mangemorts de franchir l'enceinte. Lors de la bataille, elle fait partie des personnes affrontant directement Voldemort.
Après la bataille et la reconstruction de Poudlard, McGonagall reprend la direction de l'établissement.

## Conception et évolution
Minerva McGonagall est le premier personnage sorcier à apparaître dans la série (sous sa forme de chat), dès le premier chapitre de Harry Potter à l'école des sorciers. Le rapprochement entre le personnage et la déesse Minerve dont il est inspiré est suggéré dès ce premier chapitre (raideur, instinct de protection et intelligence). Par la suite, la référence à la divinité romaine demeure un fil conducteur dans l'évolution du personnage, jusqu'au dernier tome de la série.
Aucune inspiration « réelle » n'a été mentionnée explicitement par J. K. Rowling concernant le personnage de McGonagall. Cependant, l'auteure a précisé qu'elle avait été marquée par plusieurs de ses anciens professeurs, et notamment par Lucy Shepherd, sa professeure d'anglais du collège de Wyedean (à Sedbury), qu'elle décrit comme ayant été stricte, intelligente, consciencieuse, stimulante et réservée,. Elle a été par ailleurs le seul professeur à qui Rowling s'est confiée au cours de son adolescence. Il est par conséquent envisageable que Minerva McGonagall ait été en partie inspirée par Shepherd.

## Rôle et psychologie du personnage
« Dumbledore était parti, Hagrid était parti, mais [Harry] avait toujours cru que le professeur McGonagall resterait là, irascible et inflexible sans doute, mais toujours présente, solide et digne de confiance… »

— Convalescence de McGonagall, Harry Potter et l'Ordre du Phénix, chapitre 32.

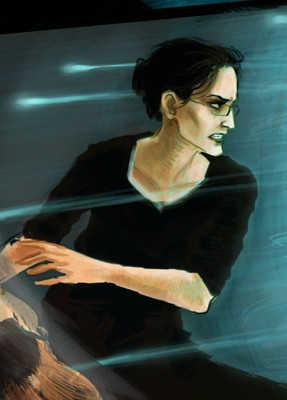
Représentation de McGonagall protégeant Harry Potter de Severus Rogue.

Selon Isabelle Smadja, auteure du livre Harry Potter, les raisons d'un succès, McGonagall peut être considérée, bien qu'étant particulièrement stricte, fière et impartiale, comme une mère de substitution protectrice envers le héros. Juste après la mort des parents de ce dernier, elle se présente discrètement (la première) chez son oncle et sa tante moldus pour juger de leur aptitude à l'élever correctement. Sa nature distante, pudique et austère — qui semble amuser Dumbledore — fait qu'elle montre très difficilement ce côté maternel et sa sensibilité. Pour Smadja, Minerva McGonagall représenterait le « surmoi maternel » ayant pour objectif premier de rappeler le règlement et la nécessité de le respecter. Bien qu'étant plus distante que Dumbledore, elle est le pendant féminin du directeur et incarne comme lui l'autorité morale,. 
Dans Harry Potter : de la crise des différences à la différenciation des identités des personnes et des disciplines, Nicole Biagioli et Marie-Louise Martinez-Verdier mettent en évidence le fait que McGonagall, Hagrid et Dumbledore constituent (chacun à sa manière et avec son propre charisme) la « troïka » guidant le héros tout au long de son aventure, de manière solide et sûre. McGonagall, pour sa part, incarne la « rigueur structurante » et un mentor sans complaisance, vers lequel Harry Potter et Hermione Granger se tournent systématiquement en cas d'urgence,.
Bien qu'étant intransigeante sur un certain nombre de points, McGonagall peut parfois faire preuve de plus de patience et de compréhension envers les élèves doutant de leurs capacités, tels que Neville Londubat (« Votre seul défaut dans le travail [Londubat], c'est le manque de confiance en vous ») ou le héros lui-même. Lorsque Harry Potter enfreint les règles en utilisant un balai volant pour récupérer un objet pour un camarade, McGonagall, qui connaît le contexte de son éducation chez les Dursley, aurait vu une occasion de mettre en valeur son talent et lui faire découvrir de manière positive le sentiment de fierté et de réussite. Dans cette optique, elle aurait exceptionnellement renoncé à le punir pour avoir agi imprudemment, préférant l'engager dans l'équipe de quidditch de sa maison. Elle le reconnecte également avec ses racines, en lui apprenant que son père James Potter était lui aussi un excellent joueur de quidditch,.

« — […] Vous avez l'intention d'affronter Dawlish, Shacklebolt, Dolores et moi-même à vous tout seul, c'est bien cela, Dumbledore ? 
[…]
— Il ne sera pas tout seul ! […] 
— Oh, si, il le sera, Minerva ! répliqua sèchement Dumbledore. Poudlard a besoin de vous ! »

— Harry Potter et l'Ordre du Phénix, chapitre 27
McGonagall est présentée comme une femme particulièrement rationnelle, telle que le souligne le personnage de Dumbledore dès le premier chapitre (« […] quelqu'un d'aussi raisonnable que vous ne devrait pas hésiter à prononcer son nom […] »). Selon Florence Leca-Mercier, professeur de français à Sorbonne Université, J. K. Rowling utiliserait le monde magique comme prétexte pour développer la satire et les allégories, et le personnage de McGonagall pour mettre en évidence certaines pratiques magiques ou superstitieuses existant dans notre société (comme la voyance).
À l'image de Zeus-Jupiter confiant son bouclier à Athéna-Minerve dans la mythologie gréco-romaine, Dumbledore accorde toute sa confiance à sa directrice adjointe qu'il connait parfaitement, et qui devient la principale responsable de Poudlard lorsqu'il ne peut lui-même assurer cette fonction. Ainsi, à la fin de la série, McGonagall ne joue pas simplement le rôle de professeur et de mentor, mais confirme son statut de combattante et stratège en défendant physiquement et émotionnellement l'école. Pour aider Harry Potter dans la tâche que lui a confié Dumbledore, elle s'insurge contre Rogue qu'elle considère comme un traître, puis dirige les enseignants et les étudiants au combat contre Voldemort en jouant un rôle déterminant dans la survie de nombreux personnages.

## Adaptations

### Au cinéma

#### Harry Potter(2001-2011)

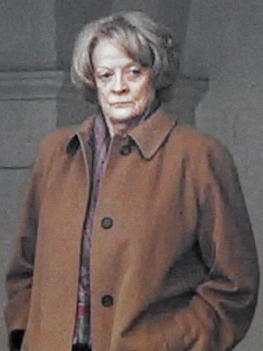
Maggie Smith interprète McGonagall dans les films Harry Potter.

Pour l'interprétation de Minerva McGonagall dans les films Harry Potter, le réalisateur Chris Columbus et le producteur David Heyman sont rapidement fixés sur le choix de l'actrice britannique Maggie Smith — récompensée en 1969 par l'Oscar de la meilleure actrice pour son interprétation de Jean Brodie dans Les Belles Années de miss Brodie —, et n'envisagent sérieusement personne d'autre pour le rôle,. Les deux personnages sont d'ailleurs similaires ; l'actrice considère elle-même Minerva McGonagall comme une « version magique » de Jean Brodie.
Lorsqu'elle est contactée, Maggie Smith est déjà familiarisée avec l'univers de Harry Potter, puisqu'elle a lu et particulièrement apprécié les livres déjà publiés à cette époque. Elle se montre par ailleurs très intéressée à la fois par le rôle de McGonagall et par l'adaptation de l'histoire qui peut être proposée.
L'actrice suggère elle-même d'ajouter une « touche écossaise » à ses robes vert émeraude visibles dans les films, afin de rappeler les origines du personnage,. Pour certaines scènes, son costume est rehaussé de broches celtes et d'un chapeau situé entre le couvre-chef traditionnel des sorciers et le deerstalker à carreaux écossais. À partir du troisième film, la costumière Jany Temime utilise des couleurs plus foncées et crée des robes avec des manches tombantes. Elle ajoute également des pointes sur les épaules et le col, qu'elle juge propres aux sorciers.

#### Les Animaux fantastiques(depuis 2018)
Le professeur McGonagall apparaît brièvement dans Les Crimes de Grindelwald et dans Les Secrets de Dumbledore. Le personnage est âgé d'une trentaine d'années et interprété par l'actrice irlandaise Fiona Glascott. Plusieurs scènes de ces films, dans lesquelles les frères Dumbledore prononcent son prénom, confirment qu'il s'agit bien du même personnage.

##### Présence controversée
Dans le film Les Crimes de Grindelwald, situé en 1927 (et en 1910 pour les scènes de souvenirs) McGonagall est déjà jeune professeur à Poudlard, alors que dans le livre Harry Potter et l'Ordre du Phénix (dont l'intrigue se situe sur l'année scolaire 1995-1996), le personnage déclare enseigner à Poudlard depuis « trente-neuf ans » (soit depuis 1956 environ).
De nombreux fans et critiques se sont étonnés de la présence du personnage dans le spin-off, considérant même cette présence comme une « énorme erreur de chronologie », alors que Minerva McGonagall n'est pas encore censée être née,,.
J. K. Rowling n'a jamais déclaré explicitement que McGonagall était née en 1935, mais la biographie du personnage sur Pottermore, ainsi que le chapitre 15 de Harry Potter et de l’Ordre du Phénix, ont permis aux fans d'effectuer un calcul simple de son année de naissance. Un mois avant la sortie des Crimes de Grindelwald, J. K. Rowling avait précisé que les fans seraient surpris de la présence d'un personnage dans le film, sans préciser de quel personnage il était question. Le site The Harry Potter Lexicon met en évidence le penchant de Rowling pour les détails, doutant qu’elle ait pu commettre une erreur semblable, et qu'une explication serait probablement apportée par la suite.